# Вайлд-Піч-Вілледж (Техас)
Вайлд-Піч-Вілледж (англ. Wild Peach Village) — переписна місцевість (CDP) в США, в окрузі Бразорія штату Техас. Населення — 2329 осіб (2020).

## Географія
Вайлд-Піч-Вілледж розташований за координатами 29°4′52″ пн. ш. 95°38′14″ зх. д. / 29.08111° пн. ш. 95.63722° зх. д. (29.081038, -95.637239).  За даними Бюро перепису населення США в 2010 році переписна місцевість мала площу 25,93 км², уся площа — суходіл.

## Демографія
Згідно з переписом 2010 року, у переписній місцевості мешкали 2452 особи в 892 домогосподарствах у складі 681 родини. Густота населення становила 95 осіб/км².  Було 994 помешкання (38/км²).
Расовий склад населення:
| - 84,5 % — білих - 8,7 % — чорних або афроамериканців - 0,5 % — корінних американців - 0,4 % — азіатів - 3,8 % — осіб інших рас |

До двох чи більше рас належало 1,9 %. Частка іспаномовних становила 14,5 % від усіх жителів.
За віковим діапазоном населення розподілялося таким чином: 25,9 % — особи молодші 18 років, 59,6 % — особи у віці 18—64 років, 14,5 % — особи у віці 65 років та старші. Медіана віку мешканця становила 40,5 року. На 100 осіб жіночої статі у переписній місцевості припадало 101,0 чоловіків;  на 100 жінок у віці від 18 років та старших — 97,8 чоловіків також старших 18 років.
Середній дохід на одне домашнє господарство  становив 63 231 долар США (медіана — 50 981), а середній дохід на одну сім'ю — 69 861 долар (медіана — 53 063). За межею бідності перебувало 11,3 % осіб, у тому числі 19,5 % дітей у віці до 18 років та 0,0 % осіб у віці 65 років та старших.
Цивільне працевлаштоване населення становило 969 осіб. Основні галузі зайнятості: роздрібна торгівля — 22,6 %, освіта, охорона здоров'я та соціальна допомога — 19,2 %, виробництво — 18,0 %.